# Ahmed ben Mohammed el-Raisuli

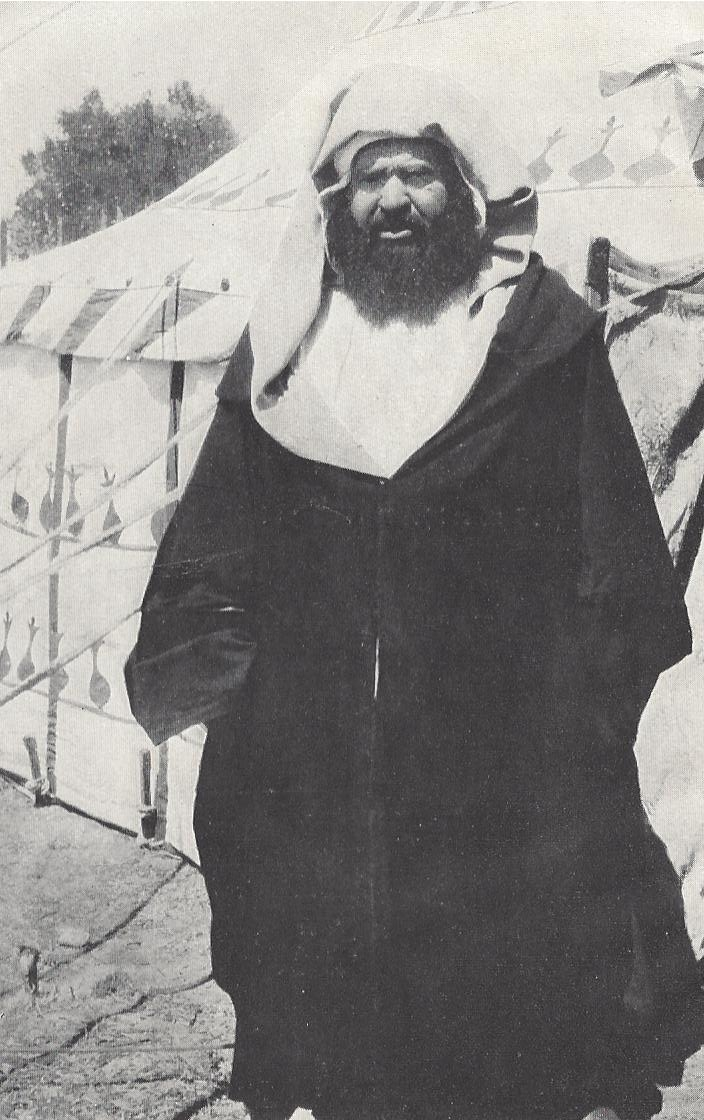
Raisuli.

Ahmed ben Mohammed el-Raisuli, född 1871 i Zinat, död i april 1925, var en marockansk krigarhövding.
Raisuli gjorde sig först bekant genom rövarbedrifter i trakten av Tanger, där han 1903 bortförde Times korrespondent Walter Burton Harris och 1904 amerikanen Ion Perdicaris. Den sistnämnde lössläpptes först sedan franska polistrupper från Alger landsatts i Tanger och marockanska regeringen betalat Raisuli en betydande lösesumma samt bland annat utfäst sig att hemförlova sina trupper i närheten av Tanger. Raisuli lyckades bli erkänd som hövding över stammarna i Tangers omnejd och var en
tid allenarådande där, residerande i sin fasta borg vid byn Zinat. År 1907 intogs denna av sultanens trupper, men kort därpå tillfångatog Raisuli förrädiskt sultanens militäre rådgivare, engelsmannen sir Harry Maclean, vilken först i februari 1908 återfick friheten mot det att strafflöshet och en dryg lösepenning (20 000
pund sterling) tillerkändes Raisuli. Under de följande årens allmänna anarki i Marocko steg Raisulis makt ytterligare, men den sjönk sedermera ånyo i samband med, att fransmännen militärt ockuperade allt större områden i Marocko och ställde hela sultanatet under franskt protektorat (1912). Raisuli bibehöll emellertid en stor del av sitt lokala inflytande, och under kriget 1914–1915 nämndes hans namn flera gånger i samband med härnadståg av beduiner i trakten ab Tanger. Han bibehöll i det längsta en faktiskt oberoende ställning och var inte sällan i väpnad konflikt med närboende stammar, ibland även med spanjorerna. I Rifkriget ställde han sig dock på de senares sida. De sista månaderna av sitt liv (från januari 1925) var han Abd-el-Krims fånge.